# Rue Darchis
La rue Darchis est une artère du centre de la ville de Liège (Belgique) allant du boulevard d'Avroy à la rue Louvrex.

## Odonymie
La rue rend hommage à Lambert Darchis ou d'Archis, un ecclésiastique liégeois né le 28 juillet 1625 à Milmort et mort le 25 février 1699 à Rome. Son testament est à la base de la création de la fondation Lambert-Darchis, qui propose des bourses d’études à de jeunes Liégeois principalement dans le domaine artistique.

## Histoire
La voirie est percée en 1836 et appelée rue d'Archis dès 1839, soit quelques années après le comblement du bras secondaire de la Meuse qui devient le boulevard d'Avroy. Elle s'orthographie ensuite rue Darchis.  

## Description
Cette rue rectiligne et en très légère montée constante mesure environ 300 m. Elle applique un sens unique de circulation automobile de la rue Louvrex vers le boulevard d'Avroy.

## Architecture
La plupart des immeubles de la rue ont été érigés au XIXe siècle. Ils sont assez souvent construits dans le style néo-classique, comportant généralement deux étages, trois ou quatre travées et, quelquefois, une loggia.
Une partie des immeubles la composant sont répertoriés à l'inventaire du patrimoine wallon.

## Riverains
Fondé en 1908 par des laïcs chrétiens, le lycée Saint-Jacques se situe au no 43.
L'école de promotion sociale des Femmes prévoyantes socialistes (FPS) se trouve au no 20.
Le commissariat de police d'Avroy-Laveu se situe au no 34 dans un bâtiment en brique et pierre de taille de six travées et porche d'entrée cintré. Cet immeuble a été construit dans un style éclectique à dominante néo-Renaissance au début du XXe siècle.

## Voies adjacentes
- Boulevard d'Avroy
- Rue Beeckman
- Rue Louvrex